# پالاسیو بارولو
Palacio Barolo یک ساختمان اداری برجسته است که در خیابان 1370 Avenida de Mayo در محله Monserrat، بوینوس آیرس، آرژانتین واقع شده‌است.

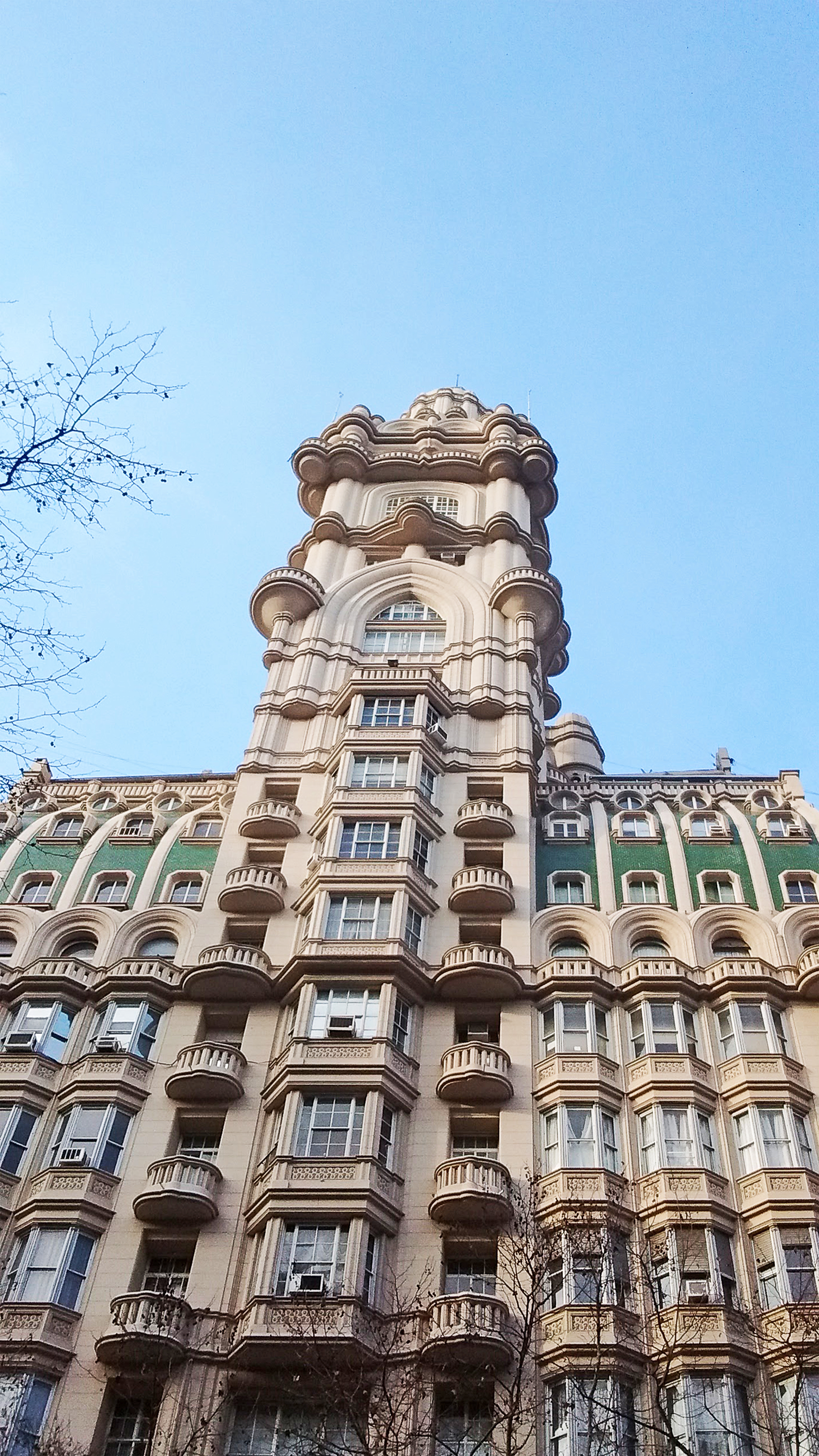
پالاسیو بارولو

## تاریخچه
ماریو پالانتی، معمار ایتالیایی، یک مهاجر ایتالیایی بود که در سال ۱۸۹۰ وارد آرژانتین شده بود و مأمور شد که این ساختمان را طراحی کند. طرح اولیه به سبک التقاطی طراحی شده بود.
پالاسیو بارولو مطابق با کیهان‌شناسی کمدی الهی دانته، با انگیزه تحسین معمار از Alighieri طراحی شده‌است. ۲۲ طبقه وجود دارد که به سه «بخش» تقسیم شده‌است. زیرزمین و طبقه همکف نمایانگر جهنم است، طبقات۱ تا ۱۴ نماد جهنم و ۱۵–۲۲ نمایانگر بهشت هستند. این بنا ۱۰۰ متر (۳۳۰ فوت) ارتفاع دارد. فانوس دریایی در بالای ساختمان را می‌توان از Montevideo، اروگوئه مشاهده کرد. مالک برنامه‌ریزی کرده بود که فقط از ۳ طبقه استفاده کند و بقیه را نیز اجاره دهد.
هنگامی که در سال ۱۹۲۳ به پایان رسید، بلندترین ساختمان بود، نه تنها در شهر، بلکه در کل آمریکای جنوبی. این بلندترین ساختمان این شهر تا سال ۱۹۳۵ باقی مانده بود که پس از اتمام، ساختمان کاواناغ این تمایز را به دست آورد. این ساختمان در سال ۱۹۹۷ به عنوان یک اثر تاریخی ملی اعلام شد. در حال حاضر، این ساختمان دارای چندین آژانس مسافرتی، یک مدرسه اسپانیایی برای بیگانگان، فروشگاه، دفاتر و استودیوهای معماران، حسابداران است.

## منایع
1. ↑  «Palacio Barolo, Buenos Aires | 131587 | EMPORIS». www.emporis.com. دریافت‌شده در ۲۰۱۹-۱۲-۲۶.
2. ↑  «Decreto 437/97 del 16/05/97». servicios.infoleg.gob.ar. دریافت‌شده در ۲۰۱۹-۱۲-۲۶.